# 越渴磨岳
越渴磨岳（日语：／）是越渴磨岛的活火山，属萨哈林州北库里尔斯克区，海拔1,170米，最后一次喷发是在1980年。